# Victoria Krause
Victoria Krause (* 10. Juli 2000) ist eine deutsche Leichtathletin, die sich auf den Speerwurf spezialisiert hat.

## Karriere
Krause startet seit 2025 für Düsseldorf Athletics. Zuvor trat sie für den Leichlinger TV an und wird von Marc Windgassen trainiert.
Bei den Deutschen Meisterschaften 2023 gewann sie die Bronzemedaille im Speerwurf. Bei den Deutschen Winterwurf-Meisterschaften 2024 und 2025 siegte sie im Speerwurf.
Sie studiert Lehramt an der Bergischen Universität in Wuppertal.